# スズキ・GSX250SSカタナ
GSX250SSカタナは、スズキが製造販売していたロードスポーツタイプのオートバイである。

## 概要
1991年、GSX250Sカタナ(GJ76A)として発売。1980年代前半に多数存在した「カタナ」のサブネームを持つネイキッドモデル群とは異なり、中排気量クラスで初めてGSX1100Sのデザインを忠実に再現したモデルである。
当時はまだ大型二輪免許が存在せず、「自動二輪免許（中型限定）」保有者は運転免許試験場で実技試験を受けて「自動二輪免許」を取得（通称「限定解除」）しないと大型バイクに乗れない時代であり、限定解除の高い壁に阻まれ1100/750Sに乗りたくても乗れなかった人がまだ多くいた時代でもあった。
そんな中、発売された250Sは大柄であった1100/750Sをデザインのバランスを崩さぬように設計し直された多数の専用部品や共通部品を用いて「あの形状」をそのままコンパクト化してリリース。過去存在しなかった「中排気量クラス初の「あの形状の」カタナ」は高い人気を博し、GSX1100Sカタナオーナーがセカンドバイクとして購入する例も見られた。
同様のコンセプトで400ccクラスのGSX400Sカタナ (GK77A) が翌年1992年に発売され、シリーズ車種として1,100ccクラス・400ccクラス・250ccクラスにて展開された。
1990年代を通じてラインナップされ、1999年を最後に販売を終了した。

車名はGSX250Sだが、モデルコードは「GSX250SS」となっている。これはスズキ・COBRA（GJ73A）で既に「GSX250S」というモデルコードが使われている為である。

## 沿革一覧
- GSX250SS（GJ76A）
  - 1991年：GSX250SSM
  - 1992年：GSX250SSN